# Werner Osenberg
Werner Oskar Ewald Osenberg (* 25. April 1900 in Zeitz; † 14. Dezember 1974 in Renningen) war ein deutscher Materialwissenschaftler, Organisator der deutschen Rüstungsforschung und Rüstungsentwickler während des Zweiten Weltkrieges.
Er erforschte u. a. die Verwendung von Keramik als Schneidstoff und erhielt 1938 einen Lehrstuhl an der Technischen Hochschule Hannover. Während des Zweiten Weltkrieges war er Leiter des Planungsamtes im Reichsforschungsrat. Durch seine Zentralkartei konnte er 5 000 Wissenschaftler und Techniker von der Kriegsfront zurückholen. In seinem Institut in  Lindau am Harz betrieb er auch Rüstungsforschung. 1945 wurde er in die Vereinigten Staaten gebracht. Seine Forschungskartei bildete die Grundlage für die Auswahl deutscher Wissenschaftler im Rahmen der Operation Overcast durch die Vereinigten Staaten.

## Studium und früher Werdegang
Osenberg erhielt im Frühjahr 1918 das Abitur. Im Anschluss daran wurde er zur Marine einberufen und nahm im Oktober und November 1918 an einem Lehrgang zum Seeoffiziersanwärter teil. Ab 1920 studierte er zuerst an der TH München und dann an der TH Dresden Maschinenbau und schloss das Studium 1924 mit der Diplomprüfung ab. 1927 promovierte er bei Ewald Sachsenberg mit einer Arbeit zum Thema Zerspanungsvorgang mittels Holzbohrern und blieb dort bis 1938 wissenschaftlicher Assistent Sachsenbergs. Im Jahre 1938 führte Osenberg die ersten Untersuchungen der Verwendung von Oxidkeramik als Schneidstoff durch.
Zum 1. Mai 1933 trat Osenberg der NSDAP (Mitgliedsnummer 2.454.811) und im Juni desselben Jahres der SS bei. Ab 1936 war er aktiv im Sicherheitsdienst des Reichsführers SS und übernahm die Aufsicht für das Amt der Presse an der TH Dresden.

## Torpedo-Forschung in Hannover
1938 wurde Osenberg auf den Lehrstuhl für Werkzeugmaschinen an der TH Hannover berufen. Er etablierte dort eine Entwicklungsabteilung der Kriegsmarine und eine Dienststelle des Reichsamtes für Wirtschaftsausbau. 1942 wurde Osenberg zum Abteilungsleiter der Amtsgruppe Forschung, Erfindung und Patentwesen des Oberkommandos der Kriegsmarine ernannt. Es wurde eine Modell-Torpedo-Versuchsstation mit einem Becken von der Größe 240 m² geplant. In diesem Becken wurden unter anderem die Messpistole 37 erprobt, weiterhin eine Vorrichtung zur künstlichen Erzeugung von Störungen bei Torpedo-Prüfungsgeschossen, ein Torpedo mit einer die Krängung verhindernden Flosse, ein Verfahren zum Zurichten von gewollten Störungen im Lauf eines Torpedos.
Außerdem war Osenberg vom Oberbefehlshaber der Kriegsmarine dazu bestellt worden, freie oder nicht voll ausgelastete Forschungskapazitäten zur Nutzung für die Kriegsmarine zu erfassen. Dazu erstellten Osenbergs Mitarbeiter schon in Hannover eine umfangreiche Kartei. Diese Vorarbeiten waren wahrscheinlich der Grund, weshalb Osenberg zum Leiter des Planungsamtes des Reichsforschungsrates ernannt wurde, denn eine solche Forschungskartei war eine wichtige Grundlage für die geforderten Aufgaben.

## Das Planungsamt des Reichsforschungsrats
Der (zweite) Reichsforschungsrat (RFR) wurde 1942 in Berlin gegründet. Sein Ziel war es, die staatliche und universitäre Forschung stärker auf die Erfordernisse der Kriegsführung abzustimmen. Präsident des RFR war der „Reichsmarschall des Großdeutschen Reiches“ Hermann Göring, dessen politische Macht damals allerdings zu sinken begann. Für den RFR war eine umfangreiche Organisation geplant mit 17 Fachspartenleitern und 20 Bevollmächtigten, denen die Technischen Hochschulen, die Universitäten, die Institute der Kaiser-Wilhelm-Gesellschaft und andere zuarbeiten sollten.
Im Juni 1943 wurde zusätzlich das Planungsamt geschaffen. Dieses wurde von Oktober 1943 bis April 1945 in Lindau am Harz versteckt. Seine Postadresse war Northeim, Postfach 148. Göring ernannte Werner Osenberg zum Leiter dieses Planungsamtes. Seine Aufgaben wurden in fünf Leitlinien zusammengefasst.
Bei den Luftangriffen auf Hannover im August 1943 wurde Hannover schwer bombardiert, auch Osenbergs Institut wurde teilweise beschädigt. Man beschloss eine Evakuierung in eine ländlichere Gegend und landete schließlich im Oktober 1943 in Lindau. Dort bot das Mushaus Lindau der Burg Lindau mit seinen bis zu 2,30 m starken Mauern einen guten Schutz vor Bombardierungen. Osenberg kam mit rund 50 Mitarbeitern aus Hannover, zum Schluss betrug ihre Anzahl 298. Es gab auch eine Außenstelle in Berlin-Dahlem.

## Forschungskartei
Seine in Kiel begonnene Sammlung von Adressen nicht ausgelasteter Forschungskapazitäten baute Osenberg in Lindau zu einer Zentralkartei für alle Wehrmachtsteile aus. Mit ihrer Hilfe konnte man Wissenschaftler und Techniker an Universitäten, wissenschaftlichen Instituten und Wehrmachtsstellen erfassen. Sie umfasste etwa 2.000 Karteikarten mit Namen von Instituten und anderen Forschungsinstitutionen, zusätzlich enthielt sie eine Liste der Wehrmachtseinheiten, von denen Soldaten abgezogen werden konnten. Diese Forschungskartei lagert heute im Bundesarchiv in Berlin.

## Rückholaktion
Mit insgesamt vier Denkschriften, die an 50 Personen der Staatsführung, der Wehrmacht und der Wissenschaft geschickt wurden, verfolgte Osenberg sein Hauptziel: Wissenschaft und Technik stärker für die Kriegsführung nutzbar zu machen. Wichtigstes Mittel dazu wurde die Rückholaktion, die im Herbst 1944 begann. Dabei wurden mit Hilfe der Kartei 5.000 Fachkräfte aus ihren Truppenteilen zurückgeholt und an kriegswichtige Betriebe vermittelt. Weitere 10.000 dieser Fachkräfte wurden unabkömmlich gestellt, um ihren Einzug an die Front zu verhindern.

## Wehrforschungs-Gemeinschaft
Im August 1944 wurde auf Drängen Osenbergs durch Göring eine weitere Institution mit ähnlichen Zielen wie die des Planungsamtes gegründet, die Wehrforschungs-Gemeinschaft (WFG). Auch sie hatte als Aufgabe die Konzentrierung der technischen Forschung, einschließlich der privaten Industrie, auf die Kriegsbedürfnisse. Ihr Leiter sollte die Steuerung der Forschungsvorhaben vornehmen. Dieser Leiter wurde Osenberg, seine Kompetenzen wurden daraufhin gestärkt. Die Wehrforschungs-Gemeinschaft erhielt eine aufgeblähte Bürokratie. Über den Wert der WFG sind sich die Historiker uneins. K. H. Ludwig nannte sie „ein riesiges Schwindelunternehmen“ und beklagte die Sinnlosigkeit des ganzen Unternehmens. Ruth Federspiel dagegen sieht in der WFG einen bedeutsamen Schritt hin zu einer interdisziplinären Forschungsplanung.

## Rüstungsentwicklung
1944 begann Osenberg in Lindau auch mit Rüstungsforschung und Rüstungsentwicklung. Er berief sich dabei auf seinen Auftrag, als Leiter des RFR die gelösten Aufgaben einer praktischen Nutzung zuzuführen. Wichtigstes Projekt wurde ein Raketenkopf mit dem Decknamen Bienenkorb, der zur Abwehr feindlicher Jagdflugzeuge gedacht war. Grundlegend dafür war die Nutzung des Schardin-Effektes, wissenschaftlich Munroe-Effekt genannt. Beim Projekt Bienenkorb waren hunderte von Sprengkörpern ähnlich wie bei einer Bienenwabe aneinandergefügt, der Brandsatzträger wies eine konkave Wölbung auf. Bei Versuchen in Redlin im Januar 1945 versagten die Sprengköpfe jedoch völlig, sie kamen trotz Verbesserungen nie zum Einsatz.
Eine Eigenentwicklung Osenbergs war das Raketen-Mehrfachgeschoss Planet, das zur Bomberabwehr gedacht war. Wie beim Projekt Bienenkorb war auch hier die Aerodynamische Versuchsanstalt Göttingen in den Forschungsprozess einbezogen. Es sollte eine Mutterrakete entwickelt werden, die in einiger Entfernung von dem abschießenden Flugzeug zünden und dabei bis zu 30 Tochterraketen abwerfen sollte. Diese sollten mit kreiselnden Bewegungen durch das Bombergeschwader fallen und durch ihre Spiralbahn möglichst viele Feindflugzeuge treffen. Doch man kam in Lindau nicht über die Entwicklung von Tochterraketen hinaus.
Der amerikanische Historiker Michael J. Neufeld warnte davor, die Rolle Osenbergs zu überschätzen. Der Reichsforschungsrat sei „fundamentally weak and ineffektiv in most areas of research and development, notabbl rocketry“ gewesen. Birgit Schlegel beurteilte die Rüstungsentwicklungen der letzten Kriegsmonate als „ungeplant und kopflos“.

## Nachkriegszeit
Im Büro Osenberg, wie die Institution von den Bewohnern in Lindau genannt wurde, wurde bis Ende März 1945 gearbeitet. Am 10. April 1945 rückten die Amerikaner ein, Osenberg wurde verhaftet, nach Paris und dann in die Vereinigten Staaten gebracht. Von April 1945 bis November 1947 war Osenberg in Internierungshaft. Schon kurz nach seiner Gefangennahme übergab er den Alliierten eine Liste mit den Namen von 15.000 deutschen Wissenschaftlern. Sie wurde für die Aktion Paperclip, auch „Operation Overcast“ genannt, verwendet. Diese sollte deutsche Wissenschaftler, auch überzeugte Nationalsozialisten, in amerikanische Dienste überführen. Im Jahre 1948 tauchte Osenberg wieder in Lindau auf, bis in die 1960er-Jahre wurde er für seine Rückholaktion gerühmt.

## Forschungsarbeiten ab 1954
Im Jahre 1954 kehrte Osenberg an die Technische Hochschule Hannover zurück und übernahm den Lehrstuhl für Fertigungstechnik und Werkzeugmaschinen. Bis zu seiner Emeritierung im Jahre 1970 untersuchte Osenberg dort vor allem die Zerspanung sprödharter Werkstoffe mit hochharten Schneidstoffen.